# Ландрі Яусся Кавоґо
Ландрі Кавоґо Яусся (Landry Kavogo Yaoussia, нар. 24 травня 2003, м. Дана, Камерун) — камерунський волейболіст (амплуа — догравальник), гравець національної збірної U 21 та клубу Української суперліги СК «Епіцентр-Подоляни» з Городка на Хмельниччині.

## Життєпис
Народжений 24 травня 2003 року в м. Дана (Республіка Камерун). 
Грав у клубах «Порт Автоном де Дуала» (Дуала, 2020—2022), «АС Канни» (Канни, 2022—2023), «Воєводина» (Новий Сад, Сербія).
Зріст — 199 см, висота стрибка в нападі — 360 см, під час блокування — 350 см.  

### Досягнення
Клубні
- володар Суперкубка України 2023,
- володар Кубка України 2024,
- чемпіон Камеруну 2022,
- віцечемпіон Сербії 2023[2].

Особисті
- найкращий гравець чемпіонату Африки U-21 : 2022[3],
- найкращий гравець Кубка України 2024[4]